# Шиян, Иван Дмитриевич
Шиян Иван Дмитриевич (1934—1992) — тракторист колхоза имени Мичурина Ивановского района Херсонской области, Украинская ССР. Герой Социалистического Труда (1971).

## Биография
Иван Дмитриевич Шиян родился в 1934 году в селе Ивановка Днепропетровской области (ныне — Херсонская область) Украинской ССР.
В середине 1950-х годов, отслужив в Советской армии, возвратился на родину и стал работать трактористом в Ивановской машинно-тракторной станции, а с 1958 года продолжил работу в колхозе имени Мичурина в посёлке Ивановка Ивановского района Херсонской области.
Колхоз имени Мичурина выращивал пшеницу и технические культуры. Иван Дмитриевич Шиян работал на всех видах сельскохозяйственной техники и был постоянно в передовиках сельскохозяйственного производства.
По итогам седьмой семилетки (1959—1965) он был награждён орденом Трудового Красного Знамени.
В 1971 году за выдающиеся успехи, достигнутые в развитии сельскохозяйственного производства и выполнении пятилетнего плана продажи государству продуктов земледелия и животноводства, Указом Президиума Верховного Совета СССР от 8 апреля 1971 года Шияну Ивану Дмитриевичу было присвоено звание Героя Социалистического Труда с вручением ордена Ленина и золотой медали «Серп и Молот».
В 1973 году за получение особенно высокого урожая зерновых механизатор Шиян Иван Дмитриевич был награждён вторым орденом Ленина.
С 1956 года проживал в родном посёлке Ивановка. Умер в 1992 году. Похоронен в посёлке Ивановка.

## Награды
- Звание Герой Социалистического Труда (8 апреля 1971);
- Медаль «Серп и Молот» (8 апреля 1971) — № 15649;
- Орден Ленина (8 апреля 1971) — № 407753;
- Орден Ленина (8 декабря 1973);
- Орден Трудового Красного Знамени (23 июня 1966)
- медали.

## Память
- В районном центре Ивановка на Аллее Героев Шияну Ивану Дмитриевичу установлена мемориальная доска.